# Ocean Beach
Ocean Beach (también conocido en inglés como O.B.) es un barrio costero de San Diego, California.

## Geografía
Ocean Beach está localizado en San Diego en la costa sur de California. Se encuentra aproximadamente a 7 millas (11 km) del centro de San Diego. La ciudad colinda al sur de Mission Bay, al oeste por Mission Beach, el centro de San Diego y el océano Pacífico cerca del extremo occidental de la Interestatal 8. La comunidad de Ocean Beach limita al norte por el río San Diego, en el oeste por el océano Pacífico, en el este por Froude St, Seaside St y West Point Loma Boulevard y en el sur por la Calle Adair.

## Historia
El nombre "Ocean Beach" nació en 1887 y se deriva de los desarrolladores inmobiliarios Billy Carlson y Frank Higgins. Ellos decidieron abrir una firma inmobiliaria llamada Carlson & Higgins y luego empezaron a desarrollar la comunidad de Ocean Beach.
Ambos desarrollaron la "Casa del acantilado", un hotel y un área subdividida en lotes. Para atraer los negocios a los lotes, Carlson y Higgins organizaron una variedad de actividades promocinales, incluyendo mellijones asados (por lo que en esa época se conocían en inglés como "Mussel Beach") y conciertos de bandas. A pesar de su esfuerzo, eso no logró ayudar y mejorar su desarrollo, porque estaba a más de dos horas y medias de distancia en carruaje desde San Diego. Ellos decidieron rentar una locomotora, pero para ese tiempo el boom de desarrollo terminó y el desarrollo se puso en espera. El Ferrocarril de Ocean Beach, lanzado en abril de 1888, fue una víctima más del declive económico. Los pasajeros tomaban un ferry desde San Diego hacia Roseville en Point Loma para llegar a la Casa del Acantilado. Después en 1898, la pareja de Higgins se suicidó y la Casa del Acantilado se quemó debido a una vela encendida. Carlson vendió el desarrollo Ocean Beach a Eastern financier, por lo que tuvieron que pasar otros 20 años más para que iniciase el servicio del ferrocarril, transportando a pasajeros de Ocean Beach a Old Town. Un puente de madera construido en 1914 a través del canal de control de inundaciones del río San Diego entre Mission Beach y Ocean Beach, fue demolido en enero de 1951, cortando el tráfico que existía entre Ocean Beach desde Mission Beach y las comunidades de Pacific Beach.

## Residentes famosos
Los famosos que viven o nacieron en Ocean Beach:
- William H. Carlson (1864-1937), político estadounidense que dio a Ocean Beach su nombre.
- Michael Dormer (1935-), artista y caricaturista.
- Ryan Leaf (1976-), jugador de fútbol americano.
- Norbert Basil MacLean III (1971-), veterano de la Armada de los Estados Unidos que defendió el acceso igual a la Corte Suprema para miembros de las Fuerzas Armadas de los Estados Unidos.[2]
- John Reis (1969-), músico y dj jockey.
- David Wells (1963-), pitcher beibolista de las ligas mayores.
- Michael Zucchet (1969-), político, exconcejal de la ciudad de San Diego.